# Klaus Schäfer (Mathematiker)
Klaus Schäfer (* 28. Oktober 1962 in Hanau-Mittelbuchen) ist ein
deutscher Mathematiker, Betriebswirt und Hochschullehrer. Er lehrt Finanzwirtschaft und Bankbetriebslehre an der Universität Bayreuth. Seine Arbeitsgebiete umfassen das Risikomanagement, derivative Finanzmarktinstrumente sowie die Unternehmensfinanzierung.

## Werdegang
Nach dem Studium der Mathematik sowie einer Promotion zum Thema Zur Bewertung von Optionen mittels simulationsgestützter Monte-Carlo-Methoden am Fachbereich Wirtschaftswissenschaften an der Johann-Wolfgang-Goethe-Universität Frankfurt am Main wechselte Klaus Schäfer als wissenschaftlicher Assistent an das Institut für Kapitalmarktforschung und Finanzierung der Ludwig-Maximilians-Universität München (unter Bernd Rudolph), wo er im Jahr 2000 über Delegation und Kontrakt-Design im Portfolio Management habilitierte.
Nach einer Lehrtätigkeit an der Universität Konstanz sowie einer Lehrstuhlvertretung für Allgemeine Betriebswirtschaftslehre an der Universität zu Köln nahm er eine Gastprofessur am Institut für Betriebliche Finanzwirtschaft an der Universität Innsbruck wahr und übernahm zeitgleich die wissenschaftliche Gesamtleitung der Fachhochschule Kufstein. Anschließend vertrat er die Professur für Investition und Finanzierung sowie Rohstoff- und Energiewirtschaft an der TU Bergakademie Freiberg (Sachsen).
Den Ruf an die TU Freiberg lehnte er ab. Er übernahm stattdessen im Jahr 2005 den Lehrstuhl für Finanzwirtschaft und Bankbetriebslehre an der Universität Bayreuth und wurde dort zum Universitätsprofessor berufen. Er ist Studiengangsmoderator des Masterstudiengangs Betriebswirtschaftslehre, ist als Vorstandsmitglied auch in die Leitung des Bayreuther Betriebswirtschaftlichen Forschungszentrums für Fragen der mittelständischen Wirtschaft (BF/M) e.V. eingebunden. Er ist Mitglied in der Forschungsstelle für Bankrecht und Bankpolitik, der Forschungsstelle für Verbraucherrecht und der Forschungsstelle für Familienunternehmen. Seit 2010 ist Klaus Schäfer auch Mitglied der Akkreditierungskommission der Evaluationsagentur Baden-Württemberg evalag sowie Mitglied der Ständigen Akkreditierungskommission der Zentralen Evaluations- und Akkreditierungsagentur Hannover ZeVa.

## Ausgewählte Veröffentlichungen
- Lehrbücher:
  - Derivative Finanzmarktinstrumente. Eine Einführung in Märkte, Strategien und Bewertung. 2. Auflage. Springer-Verlag, 2010, ISBN 978-3-540-79413-4. (gemeinsam mit Bernd Rudolph)[7]
  - Kreditrisikotransfer. Moderne Instrumente und Methoden. Springer-Verlag, 2007, ISBN 978-3-540-71044-8. (gemeinsam mit Bernd Rudolph, Bernd Hofmann und Albert Schaber)